# Gyula Benczúr
Gyula Benczúr (węg.: Benczúr Gyula ur. 28 stycznia 1844 w Nyíregyházie, zm. 16 lipca 1920 w Dolány) – węgierski artysta malarz
Studiował malarstwo u Hertmanna Anschütza i Carla Pilotyego. Pierwszy duży sukces odniósł w 1867 obrazem „Żegnaj László Hunyady”. W 1870 wygrał narodowy konkurs na obraz historyczny dziełem „Chrzest Vajka”. Asystował Pilotyemu przy tworzeniu fresków w monachijskim ratuszu. Jest ilustratorem książek Schillera. Król bawarski Ludwik II zlecił mu rokokowe malowidła. Zaproponowano mu kierownictwo Akademii Sztuki w Pradze i Weimarze, jednak odmówił i przyjął profesurę na Akademii Sztuki w Monachium w 1876.
W 1883 wrócił na Węgry by objąć profesurę w założonej specjalnie dla niego Szkole mistrzów malarstwa, malował w tym okresie portrety królewskie i arystokracji, jak również obrazy historyczne, np. „Odbicie zamku w Budzie” z 1896. Jest też autorem obrazu przy ołtarzu, jak również mozaik w Katedrze św. Stefana w Budapeszcie i panneaux w holu Hunyadyego w Zamku Królewskim w Budzie.
W sierpniu 1887 został odznaczony ustanowioną wówczas Odznaką Honorową za Dzieła Sztuki i Umiejętności.

## Galeria

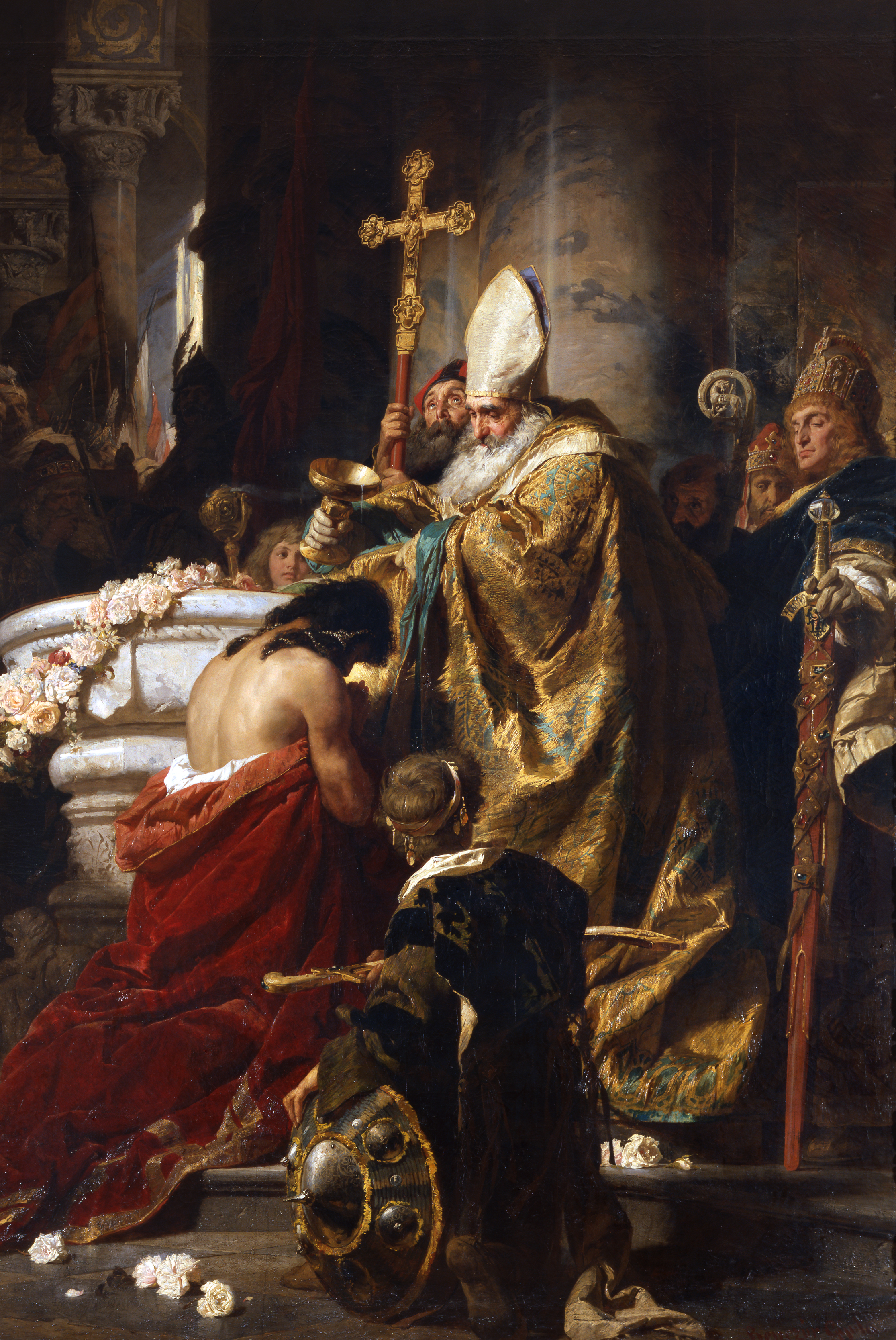
Chrzest Vajka (św. Stefana) przez św. Wojciecha
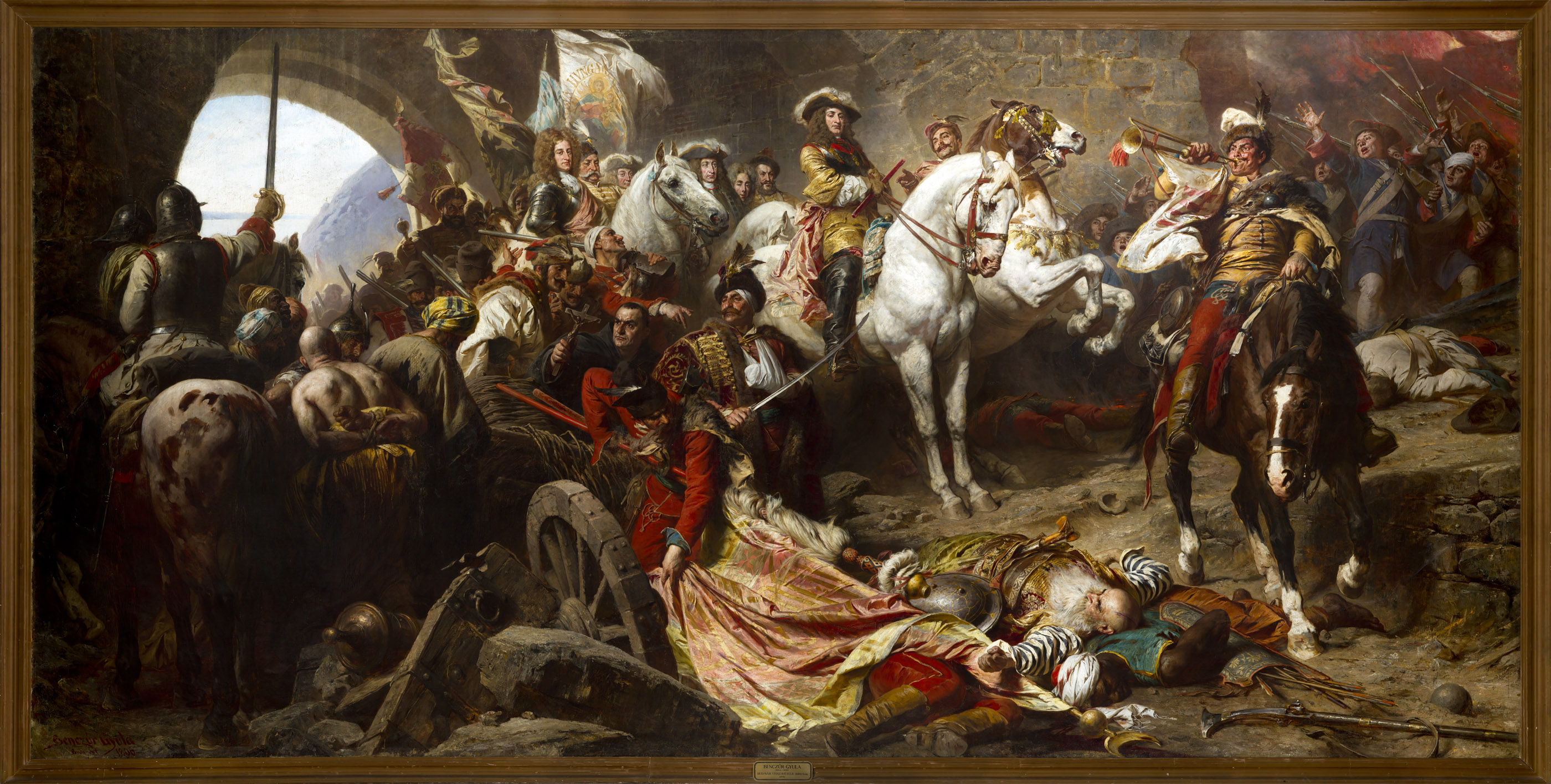
Zajęcie Budy przez wojska cesarskie w 1686 roku
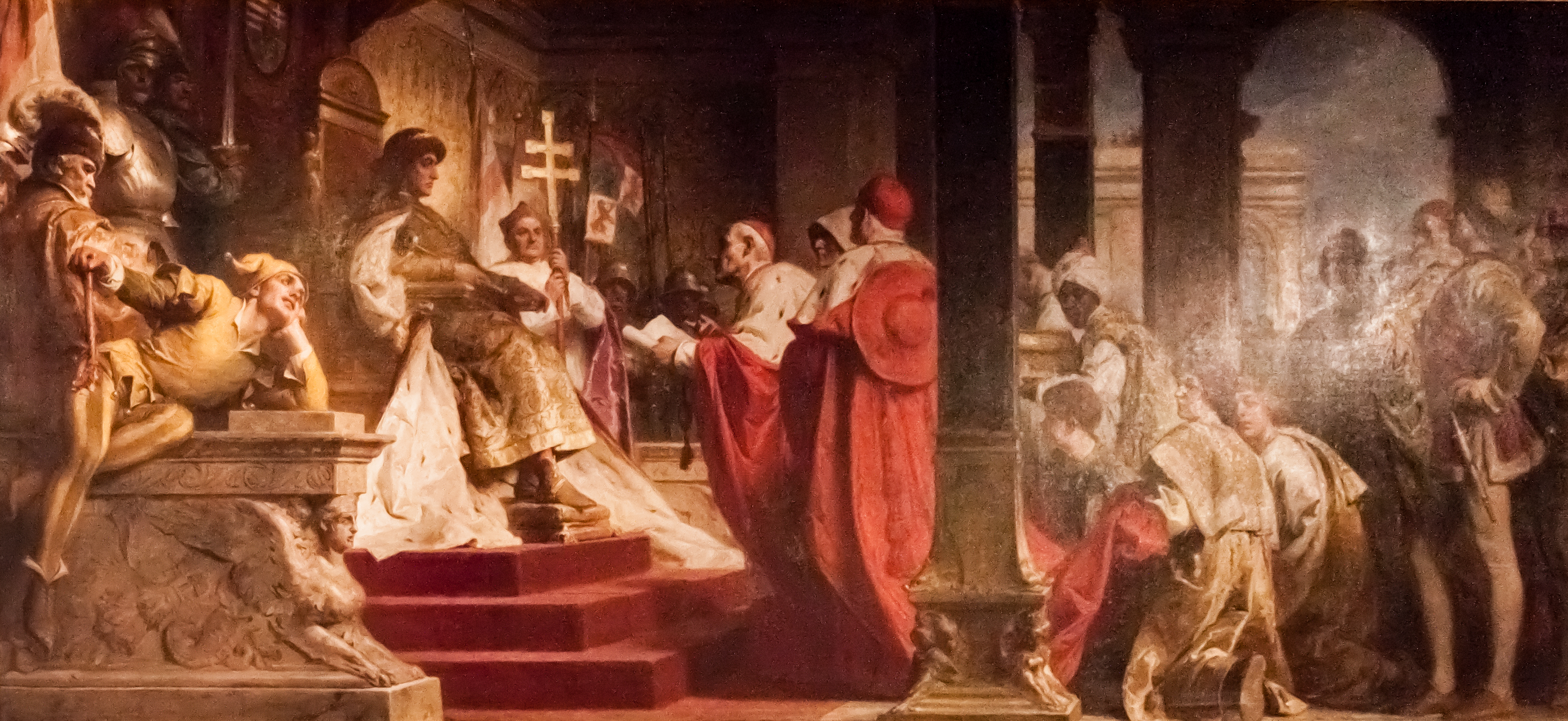
Przybycie legatów papieskich do króla Macieja
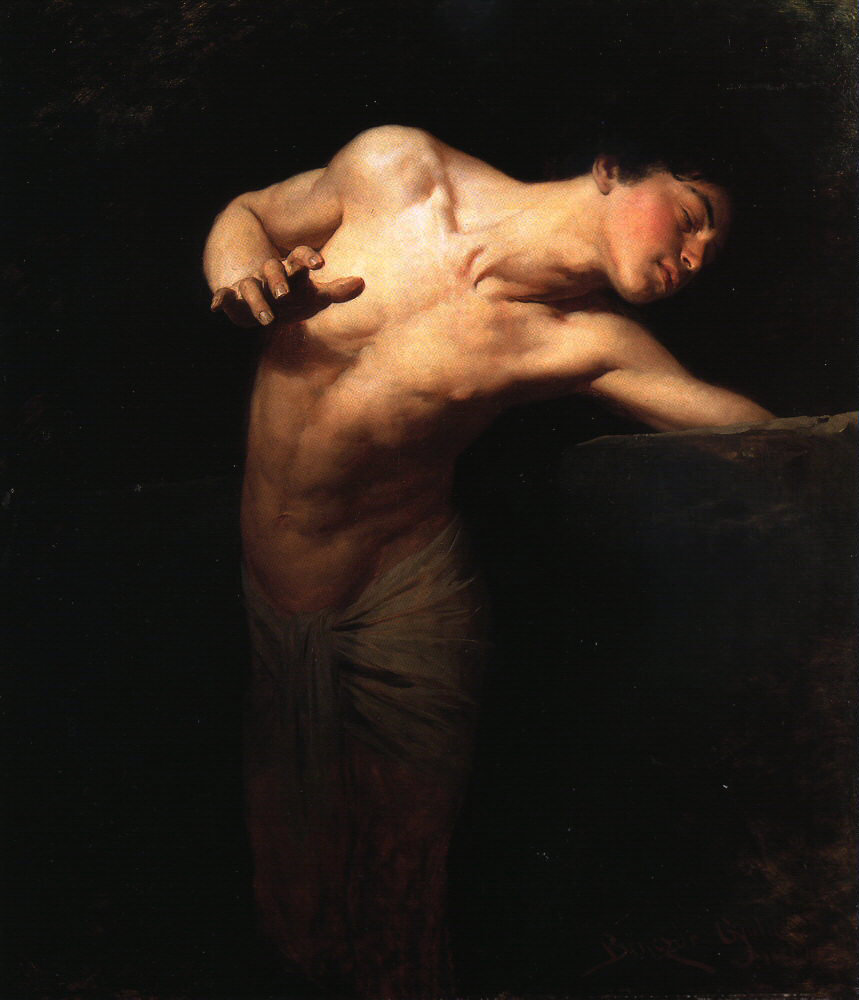
Narcyz
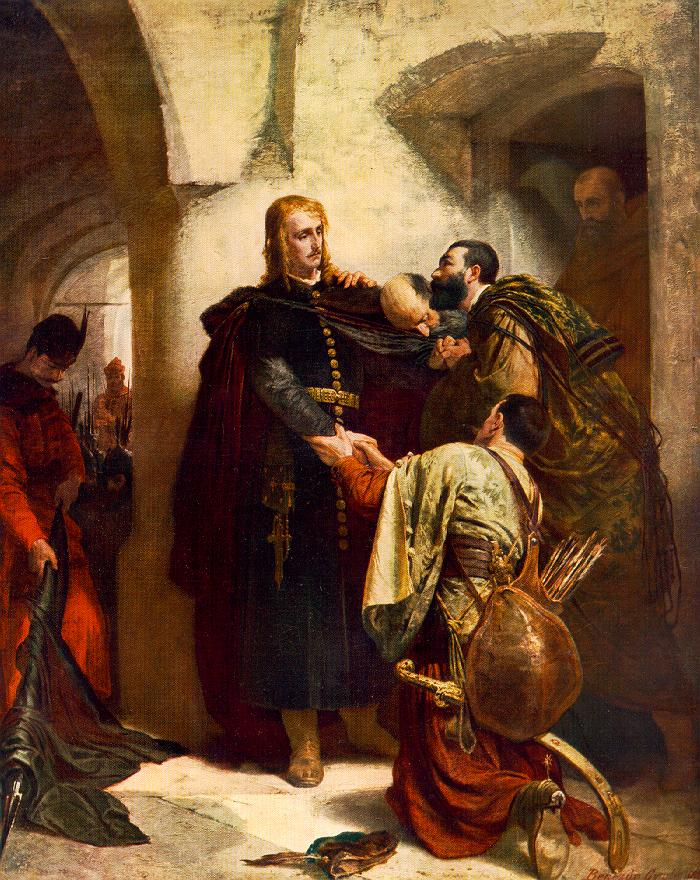
Pożegnanie Władysława Hunyady'a
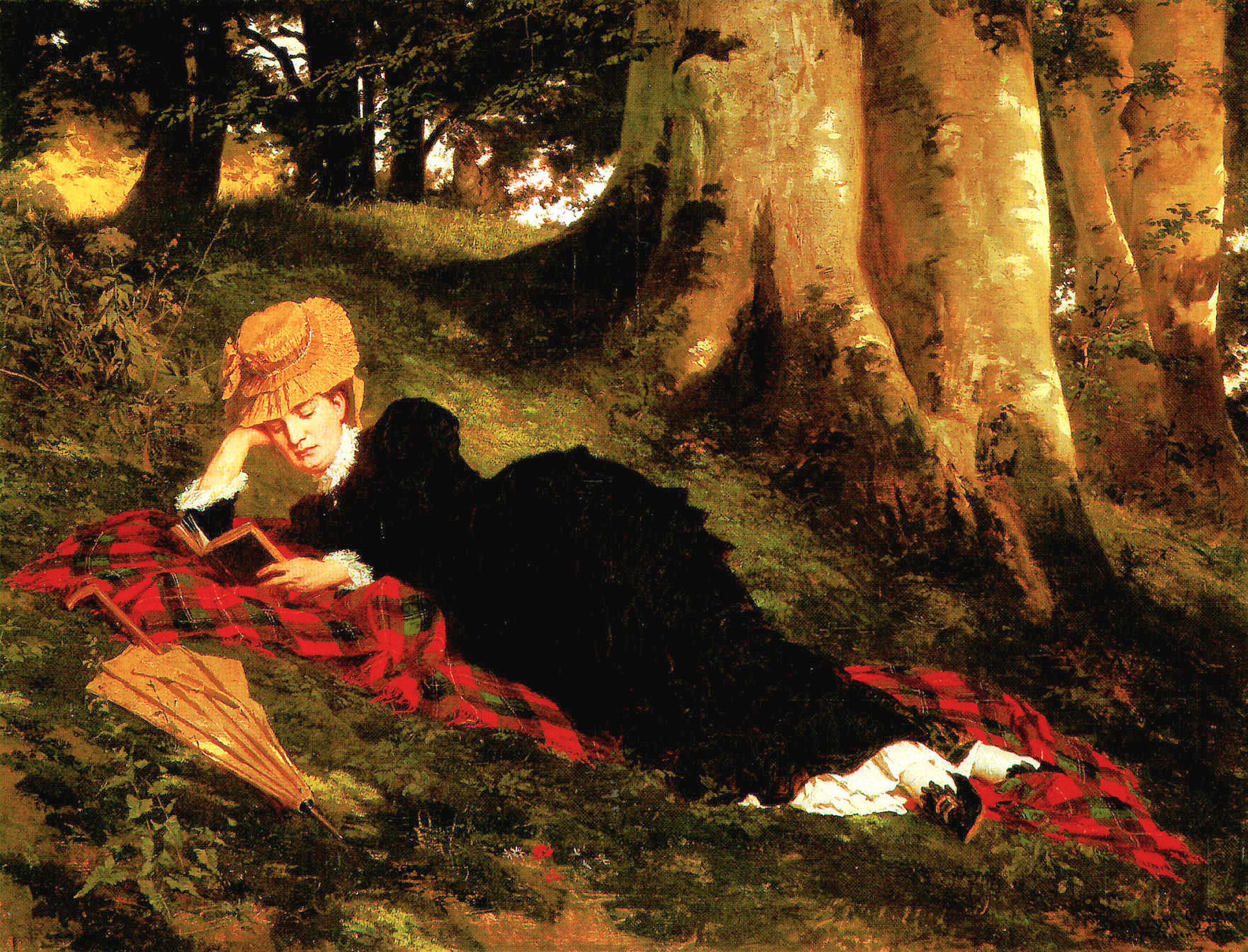
Czytając w lesie
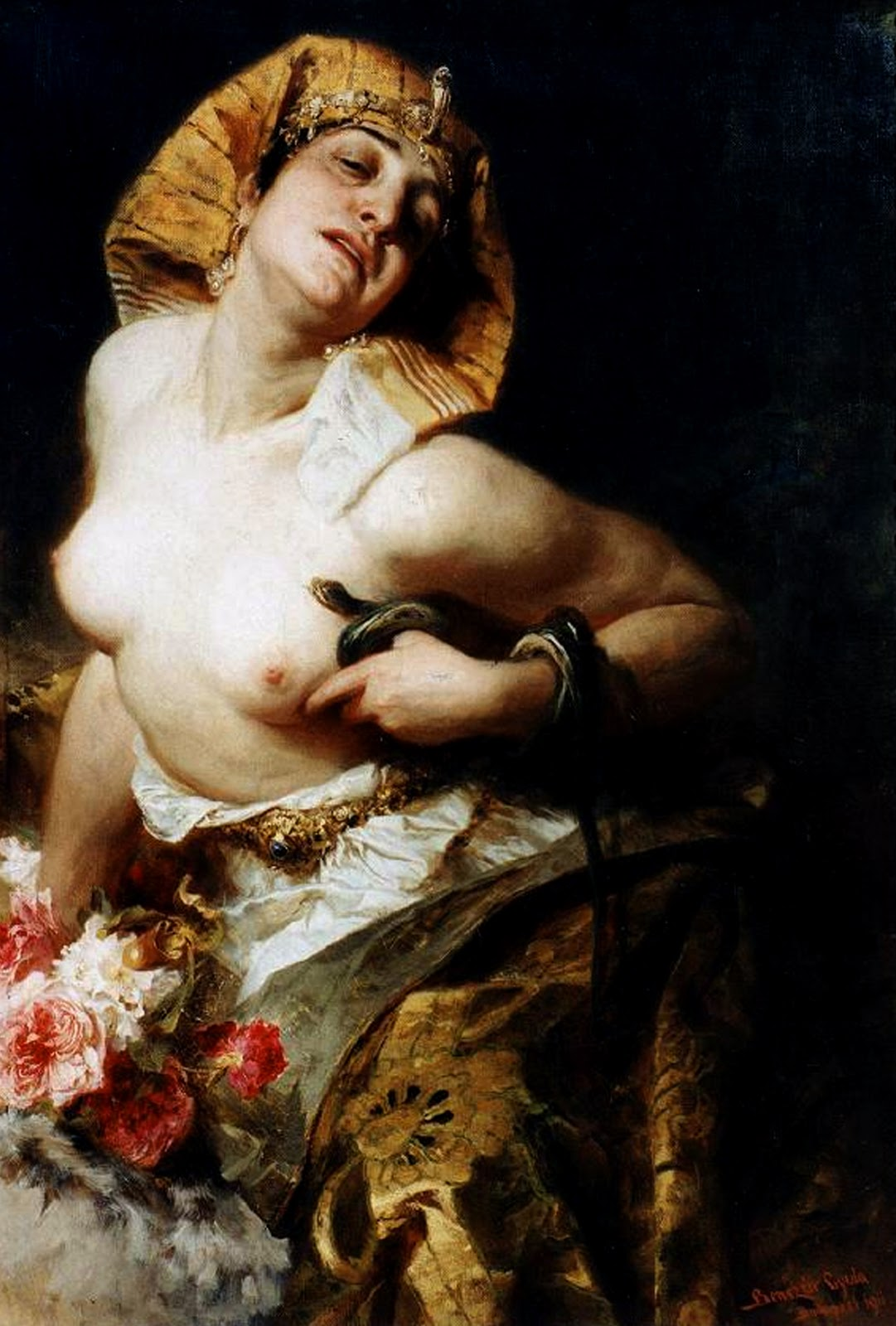
Śmierć Kleopatry